# 孟加拉历
孟加拉曆（直译：Baṅgābda）是南亚孟加拉地區人民使用的一種阳历 。不過孟加拉國境內使用的孟加拉曆經過修改，所以和傳統的孟加拉曆稍有不同。1987年，修订後的孟加拉历正式被孟加拉国當局采用。 而印度境內的的西孟加拉邦、特里普拉邦和阿萨姆邦依然使用傳統的孟加拉历。孟加拉历據說是由高达王国國王设赏伽发明的。